# Lophira alata
Lophira alata là một loài thực vật có hoa trong họ Ochnaceae. Loài này được Banks ex C.F. Gaertn. mô tả khoa học đầu tiên năm 1805.